# Двунаправленный поиск
Двунаправленный поиск пути в ширину (или глубину) — усложнённый алгоритм поиска в ширину (или глубину), идея которого заключается в формировании процесса поиска от начальной (прямой поиск) и от конечной вершины (обратный поиск) графа.

## Идея
Нахождение искомого пути сводится к определению путей от начальной к какой-то промежуточной, а от неё к конечной вершине. Реализуется проверкой в одном или обоих процессах, когда лист одного дерева поиска совпадёт с листом другого, после чего выделяются пути до этого элемента. Соединив пути получаем искомый путь. Если два поиска осуществляются параллельно — это ещё больше экономит время на получение искомого пути по сравнению с однонаправленным поиском.

## Преимущества и недостатки
- Повышенное быстродействие;
- Нужна память для хранения дерева поиска для того, чтобы можно было выполнить проверку принадлежности листа другому дереву.

## Оценка сложности исполнения
Сложность всего алгоритма оценивается как сумма сложности прямого и обратных поисков, проверки принадлежности, равной одной операции, постоянному времени (O(n)), обращению к хеш-таблице.

### Подсчёт количества операций
Слишком зависит от конкретной ситуации, если поиск осуществляется не по n-арному дереву.

### Асимптотическая сложность возрастания количества операций
- Если известны единственные конкретные начальный и целевой элементы, то временная асимптотическая сложность прямого и обратного поисков равна {\displaystyle O(b^{d/2})}, следовательно общая — {\displaystyle O(b^{d/2})} + {\displaystyle O(b^{d/2})}, что гораздо меньше чем {\displaystyle O(b^{d})}. Пространственная асимптотическая сложность {\displaystyle O(b^{d/2})}, вместо — {\displaystyle O(1)} у прямого, так как нужно хранить в памяти.
- Если известны конкретный начальный элемент и набор элементов, из которого один — целевой.

### Статистическая оценка
Двунаправленный поиск, при заданных единственных начальном и конечном элементах, может улучшить однонаправленный поиск в ширину, обычно, в 2 раза. Наиболее сложным случаем для двунаправленного поиска является такая задача, в которой для проверки цели дано только неявное описание некоторого (возможно очень большого) множества целевых состояний, например всех состояний, соответствующих проверки цели «Мат» в шахматах. При обратном поиске потребовалось бы создать компактные описания всех состояний, которые позволяют поставить мат с помощью ходов {\displaystyle q1,q2,q3...} и т. д. ; и эти описания нужно было бы сверять с состояниями, формируемыми при прямом поиске. Общего способа эффективного решения такой проблемы не существует.

## Алгоритм двунаправленного поиска
Алгоритм состоит из:
- прямого поиска, аналогичного одиночному поиску;
- обратного поиска;
- операции определения принадлежности листа другому дереву поиска.

## Сложность реализации
Сложность реализации заключается в алгоритме обратного поиска.